# FK Modriča

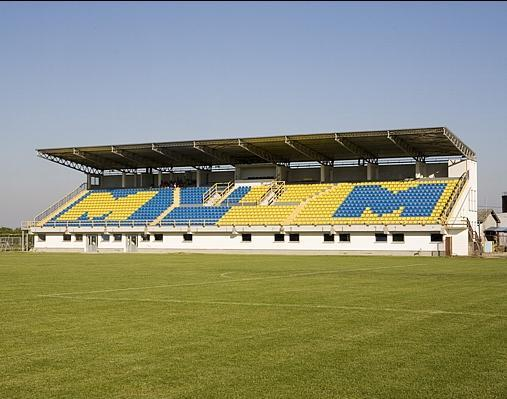
Stadion FK Modriča

FK Modriča je bosenský fotbalový klub z Modriči.

## Domácí úspěchy
- Premijer liga - 2007/08[1]
- Fotbalový pohár Republiky srbské - 2007
- Fotbalový pohár Bosny a Hercegoviny - 2004[2]